# モロ民族解放戦線

モロ民族解放戦線の旗

モロ民族解放戦線（モロみんぞくかいほうせんせん、英語: Moro National Liberation Front; MNLF、アラビア語: الجبهة الوطنية لتحرير مورو）とは、イスラム教徒の政治組織。イスラム協力機構にもオブサーバーとして参加している。かつては分離独立を求めるフィリピンの反政府武装勢力だったが、1996年の和平協定から2018年まで、イスラム教徒ミンダナオ自治地域（ARMM）の政府として存続している。
モロとはスペイン語でムーア人（レコンキスタ当時のイスラム教徒の総称）のことで、フィリピンに到達したスペイン人たちが当地の先住民にも適用した。転じてタガログ語で『ムスリム』を意味するようになった。

## 歴史

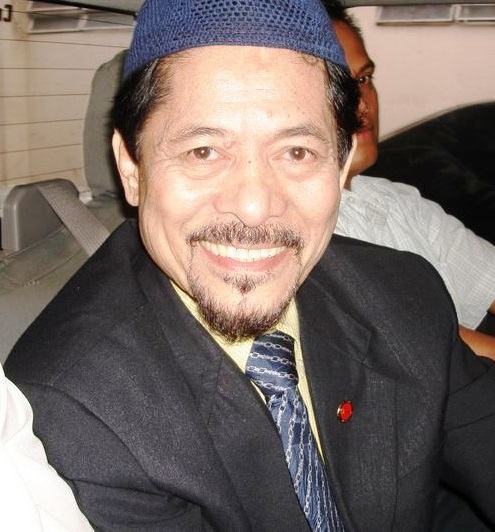
ヌル・ミスアリ

### モロ民族解放戦線発足
MNLFは1970年にヌル・ミスアリらを中心に結成された。当初は90人足らずで弱い組織であったが着々とミンダナオ島やスールー諸島を中心に勢力を拡大し、ゲリラ兵士は最盛期3万人以上の強大な組織となった。
1970年代、誘拐事件を通じて資金獲得を行った。その結果、1975年8月には日本人女性旅行者の誘拐、末広丸乗っ取り、日本人漁船員誘拐事件など立て続けに日本人が巻き込まれる事件も発生。日本国内でも知名度が高まった。さらに1976年4月7日にはフィリピン航空の国内線旅客機をハイジャック、乗り合わせた2人の日本人も巻き込まれている。

### 和平交渉と独立運動の亀裂
1976年、マルコス政権はリビアの仲介を得て、MNLFとの間でミンダナオやスールー諸島の14州の自治を約束するトリボリ協定を締結した。だが、この和平協定への対応を巡って以前から存在した内部対立が激化、1977年にはミスアリ派、サラマト派（後にモロ・イスラム解放戦線へ発展）等諸派に分裂し、ヌル・ミスアリを指導者とするMNLFはより過激な諸派との競合の中でその勢力を次第に衰退させた。また、トリポリ協定そのものも自治区編入の可否を問う住民投票をMNLFが嫌ったことで事実上破棄され、戦闘が再開。
交渉再開には1986年の人民革命とマルコス政権の崩壊、新たに制定されたイスラム教徒の自治を盛り込んだ新憲法に象徴されるコラソン・アキノ政権下の宥和政策を待たねばならなかった。だが1989年に実施された住民投票の結果、自治を受け入れたのはイスラム教徒が多数派となる4州に留まり（2001年の再投票で1州1市が追加参加）、翌年この4州のみでムスリム・ミンダナオ自治区（ARMM）が発足した。この政府の措置に対し、トリボリ協定に記された完全自治を要求するMNLFはこの結果を拒否して武装闘争継続を宣言する。

### 和平成立
条件付和平交渉を求めるMNLFに対しフィリピン政府はこれを拒んで掃討作戦強化で応じたが、フィリピン経済の発展のためには国内情勢の安定化は急務であり、やがてイスラム諸国会議機構の仲介でラモス政権下の1993年に暫定的な停戦合意が成立し、自治交渉が再開された。そして、3年間に及ぶ和平交渉の末、自治政府樹立を目指しミンダナオ南部などの14州に暫定的な行政機関南フィリピン和平開発評議会（SPCPD）の設立やMNLF兵士の国軍統合、ミスアリをARMM知事選の与党候補とすること、教育制度や宗教に関する取り決めなどが合意され、政府とMNLFの和平交渉はここに合意するに至った。
だが、SPCPDにおいてもARMMに参加しない残りの州の無条件での自治権が担保されたわけではなく（再投票実施で合意）、結果的にこれを受け入れたヌル・ミスアリ指導部に反発する多数の兵士がMILFやアブ・サヤフへ合流する事態を招いた。
この為、MNLFの軍事力は著しく衰退した。

### ミスアリの失脚
軍事的には弱体化したMNLFだったが、ARMMにおける投資の分配を独占するミスアリの影響力そのものは未だ強大であった。このため中央に敵対的な地方支配者の存在を除きたいマニラのアロヨ政権は、2001年のARMM知事選においてヌル・ミスアリと対立するMNLF副議長パロウク・フシン（Parouk S. Hussin）を支援した。
窮地に立たされたミスアリ派は2006年11月、ホロ島の国軍基地を襲撃して武装蜂起に打って出たが程なく鎮圧。ミスアリは政府に逮捕され、親マニラのフシン新知事体制が成立した。
だがMNLF内部には依然としてミスアリを支持する集団も勢力を保っており、事実上の分裂状態が続いている。

### モロ・イスラム解放戦線が主導する和平
2012年10月、フィリピン政府とモロ・イスラム解放戦線との間でミンダナオ和平に関する「枠組み合意」が署名され、2014年3月27日に調印された。2016年6月までに新たなバンサモロ自治政府を創設するものだが、この和平合意はモロ・イスラム解放戦線が主導権を握っており、モロ民族解放戦線は反発している。

### 2013年の交戦
2013年9月9日、モロ民族解放戦線のミスアリ派部隊がミンダナオ島南部の商業都市サンボアンガ市内の海岸部から侵入。沿岸部の集落を占拠し、住民を楯にしてフィリピン軍と対峙した。この襲撃には、和平を主導するモロ・イスラム解放戦線に対する反発が背景にあるとされる。一連の戦闘は、同年9月中にほぼ終了。
政府軍によると、サンボアンガ住民の1割、約10万人が避難する中で行われ、同年9月末までの死者数はMNLF側183人以上、政府側（国軍、警察官）34人以上。このほかMNLF側は300人前後の拘束者を出しており、武装組織として大きな打撃を受けた。元指導者のヌル・ミスアリは、停戦交渉の仲介をするとしてサンボアンガに赴いたまま行方不明となっている
。